# ありむら潜
ありむら 潜（ありむら せん、1951年 - ）は、漫画家。釜ヶ崎再生フォーラム前事務局長。鹿児島県出身。
立命館大学経済学部卒業後、大阪市西成区萩之茶屋にある財団法人西成労働福祉センターに勤務。1977年同センターを利用する日雇い労働者向けの広報誌（センターだより）に4コマ漫画を描き始める。その後青年誌や新聞にてあいりん地区（釜ヶ崎）を舞台に日雇い労働者の姿を描いた『カマやん』シリーズなどを連載する。近年は南北問題や地雷問題、まちづくり問題にも関わる。大阪府箕面市在住。

## 作品
- 釜ヶ崎ドヤ街まんが日記 - ISBN 4889002200
- カマやん漂流記 - ISBN 4889002219
- HOTEL NEW 釜ヶ崎 - ISBN 425314330X
- 日本お笑い資本主義 - ISBN 4889002464
- カマやんの曲がりかど - ISBN 4889008063
- カマやんの野塾 - ISBN 4876997829

### カマやんについて
ありむらのほとんどすべてのマンガで主人公となっているカマやんは戦災孤児であり、戦後の混乱期からずっと釜ヶ崎で生きてきた、生粋のカマの人間である。若い頃から日雇い労働を生業としており、初登場の70年代からバブル期前後の90年ごろまでは、梅雨時期などの野宿描写はあったものの、工事現場などで働くエピソードも多く収録されていた。明日をも知れないが、やりたいようにできる気楽な生活。カマやんが時間や会社、家庭に縛られたサラリーマンと対照的な、自由人の象徴として描写されていた時期もある。しかしバブル崩壊以降あいりん地区の求人状況が悪化していくにつれ、高齢で日雇い労働につけないカマやんは、ダンボールや空き缶などの回収しか仕事が無いためドヤ代が払えずホームレスとなっていく。食べるものは炊き出しに頼り、冬の野宿は凍死の危機、そんな境遇になってもカマやんはそれなりに楽しんで生きているのだった。
基本はお人よしで楽天家の野宿者を主人公としたギャグマンガではあるが、あいりん地区に暮らして実際に同様の軌跡をたどっている者は数多くいるため、カマやんの境遇はあいりん地区の労働者のひとつの典型であると言える。